# Neil E. Reid
 (août 2020).
Pour les articles homonymes, voir Reid.
Neil E. Reid, né le 24 avril 1871 et mort le 4 mai 1956, est un juriste américain. 

## Biographie
Né à Bruce Township, dans le comté de Macomb (Michigan), Reid va au lycée à Almont et Romeo. Il étudie pendant un an à l'Université Harvard et obtient son diplôme en droit au Detroit College of Law en 1896.
Républicain, Reid est juge et siège également à la Cour suprême du Michigan de 1944 jusqu'à sa mort en 1956. Il est nommé juge en chef en 1951. Il meurt cinq ans plus tard, le 4 mai 1956 dans un hôpital de Mount Clemens, dans le Michigan,.

## Remarques
1. 1 2  (en-US) « Neil Reid – MICHIGAN SUPREME COURT HISTORICAL SOCIETY »  (consulté le 15 novembre 2024)
2. ↑  (en) « Neil E. Reid, Supreme Court Justice, Dies », Ironwood Daily Globe (Michigan), 5 mai 1956, p. 7.